# Comuna Bărăști, Olt
Bărăști este o comună în județul Olt, Muntenia, România, formată din satele Bărăștii de Cepturi, Bărăștii de Vede (reședința), Boroești, Ciocănești, Lăzărești, Mereni, Moțoești și Popești.

## Stemă
Descrierea stemei:

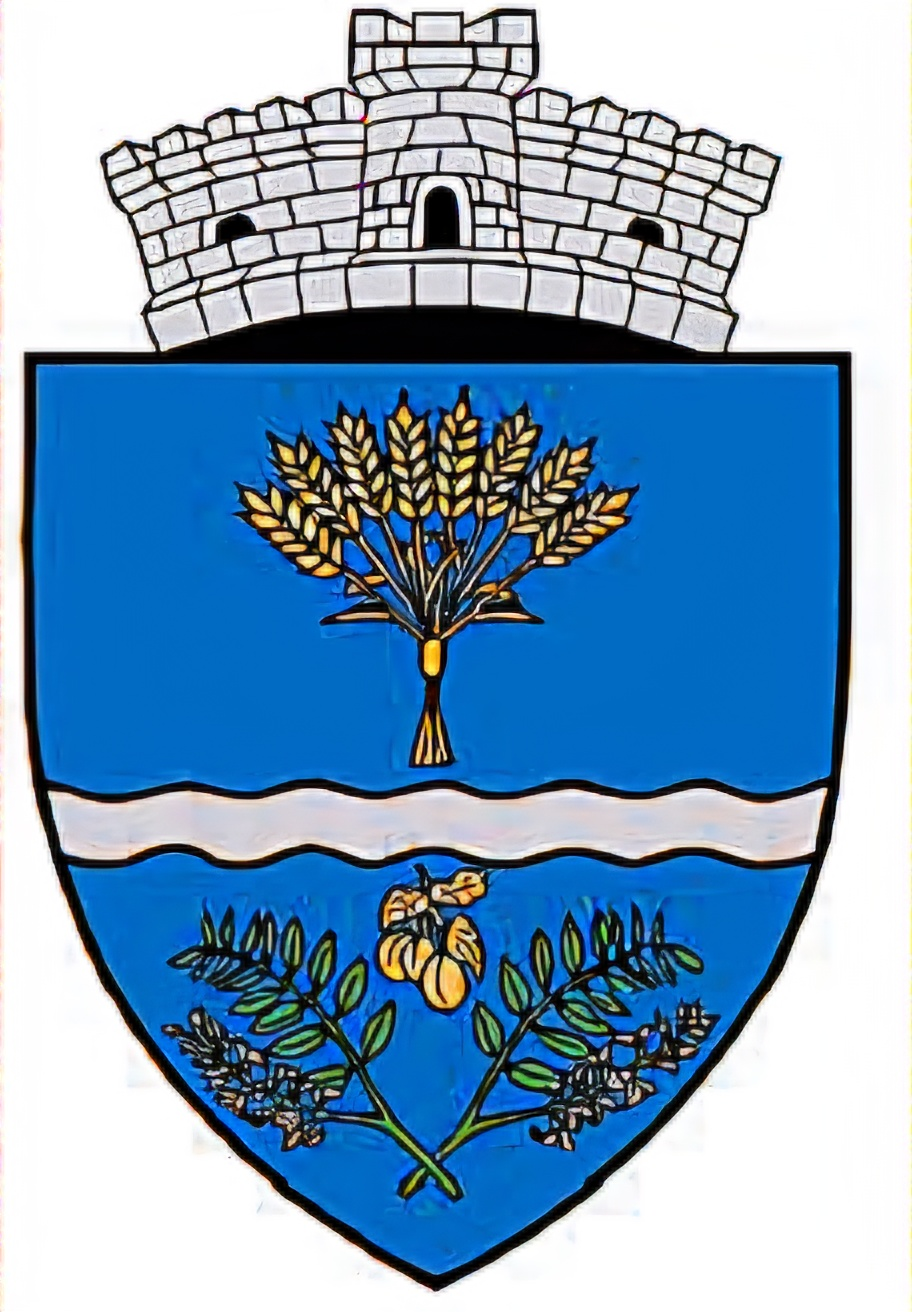
Stema Comunei Bărăști

Stema comunei Bărăști, potrivit anexei nr. 1.1, se compune dintr-un scut triunghiular albastru cu marginile rotunjite, tăiat de o fascie ondulată de argint. În partea superioară se află un mănunchi de opt spice de grâu de aur. În vârful scutului se află două ramuri de salcâm verzi cu flori de argint care se intersectează la extremitățile inferioare, având deasupra trei prune de aur cu trei frunze din același metal. Scutul este timbrat de o coroană murală de argint cu un turn crenelat.
Semnificațiile elementelor însumate:
Mănunchiul de spice reprezintă ocupația de bază, agricultura, iar numărul spicelor indică numărul satelor componente ale comunei.
Fascia ondulată simbolizează râul Cotmeana.
Prunele și ramurile de salcâm reprezintă bogăția pomicolă și silvică a zonei.
Coroana murală cu un turn crenelat semnifică faptul că localitatea are rangul de comună.

## Demografie
Componența etnică a comunei Bărăști
     Români (93,86%)
     Alte etnii (0,15%)
     Necunoscută (5,99%)
Componența confesională a comunei Bărăști
     Ortodocși (93,13%)
     Alte religii (0,66%)
     Necunoscută (6,21%)
Conform recensământului efectuat în 2021, populația comunei Bărăști se ridică la 1.369 de locuitori, în scădere față de recensământul anterior din 2011, când fuseseră înregistrați 1.793 de locuitori. Majoritatea locuitorilor sunt români (93,86%), iar pentru 5,99% nu se cunoaște apartenența etnică. Din punct de vedere confesional, majoritatea locuitorilor sunt ortodocși (93,13%), iar pentru 6,21% nu se cunoaște apartenența confesională.

## Politică și administrație
Comuna Bărăști este administrată de un primar și un consiliu local compus din 9 consilieri. Primarul, Ionuț-Alexandru Roșianu[*], de la Partidul Social Democrat, este în funcție din 1 noiembrie 2024. Începând cu alegerile locale din 2024, consiliul local are următoarea componență pe partide politice:
|  | Partid                    | Consilieri | Componența Consiliului | Componența Consiliului | Componența Consiliului | Componența Consiliului | Componența Consiliului |
|  | ------------------------- | ---------- | ---------------------- | ---------------------- | ---------------------- | ---------------------- | ---------------------- |
|  | Partidul Social Democrat  | 5          |                        |                        |                        |                        |                        |
|  | Partidul Național Liberal | 3          |                        |                        |                        |                        |                        |
|  | Forța Dreptei             | 1          |                        |                        |                        |                        |                        |